# محمود ألماس
محمود ألماس (مواليد 8 سبتمبر 1983، لاعب كرة قدم إماراتي يجيد اللعب كحارس مرمى .
لعب سابقاً لأندية الرمس والشارقة و العين .

## روابط خارجية
- محمود ألماس على موقع قاعدة بيانات كرة القدم.إي يو (الإنجليزية)
- محمود ألماس على موقع Soccerway.com (الإنجليزية)